# Mahmud Fahmi an-Nukraszi
Mahmud Fahmi an-Nukraszi, arab. ‏محمود فهمي النقراشي‎ (ur. 1888, zm. 28 grudnia 1948) – egipski polityk, premier Egiptu w latach 1945–1946 i 1946–1948.

## Życiorys

### Wczesna działalność
Członek partii Wafd, był wiceministrem spraw wewnętrznych w rządzie Sada Zaghlula. Angażował się w partyjną propagandę na rzecz niepodległości Egiptu i przeciwko Wielkiej Brytanii, toteż po zamachu na gubernatora Sudanu Lee Stacka został oskarżony o jego zainspirowanie. Sąd uniewinnił go jednak od tego zarzutu. Po raz drugi wszedł do rządu w 1936, gdy premierem był Mustafa an-Nahhas, objął tekę ministra transportu. Rok później został przez an-Nahhasa usunięty z gabinetu za publiczną krytykę traktatu brytyjsko-egipskiego wynegocjowanego przez premiera. Przystąpił następnie do Sadu – partii założonej przez innego byłego polityka Wafdu Ahmada Mahira, głoszącej powrót do pierwotnych idei Wafdu i prawdziwego programu narodowego. Został jej wiceprzewodniczącym.

### Pierwszy rząd
24 lutego 1945 premier Egiptu Ahmad Mahir został zamordowany po tym, gdy zapowiedział w parlamencie wypowiedzenie wojny III Rzeszy. An-Nukraszi jako wiceprzewodniczący partii przejął po nim kierownictwo w rządzie i kontynuował jego politykę, 26 lutego wypowiadając wojnę Niemcom i Japonii. 22 marca tego samego roku w imieniu Egiptu sygnował akt utworzenia Ligi Państw Arabskich. 20 grudnia tego samego roku an-Nukraszi wystosował do rządu Wielkiej Brytanii notę, w której domagał się wycofania oddziałów brytyjskich z Egiptu i uznania przyłączenia Sudanu do Egiptu. Wielka Brytania odpowiedziała dopiero w styczniu roku następnego. Odrzucając egipskie żądania, Brytyjczycy deklarowali chęć przystąpienia do nowych negocjacji, rewidujących traktat z 1936. Na początku lutego 1946 w egipskich miastach doszło do masowych manifestacji antybrytyjskich, do otwartego buntu wzywał opozycyjny Wafd oraz Bracia Muzułmańscy. Premiera oskarżano o brak stanowczości w rozmowach z Brytyjczykami. An-Nukraszi podał się do dymisji.
Rokowania w sprawie rewizji traktatu rozpoczęły się dwa miesiące po rozruchach, a an-Nukraszi był członkiem egipskiej delegacji. Rozmowy nie dały jednak rezultatów; projekt nowego układu nie został ratyfikowany (zapowiadające wycofanie wojsk brytyjskich z całego Egiptu oprócz strefy Kanału Sueskiego), gdy przeciwko jego brzmieniu w grudniu 1946 wybuchły kolejne zamieszki, a Bracia Muzułmanie dokonali serii zamachów na brytyjskich żołnierzy.

### Drugi rząd
Zamieszki te przybrały również charakter antyrządowy i zmusiły do odejścia gabinet Ismaila Sidkiego. Premierem został po raz drugi an-Nukraszi. Kontynuował on starania na rzecz pełnej faktycznej niezawisłości Egiptu, przede wszystkim poprzez wycofanie z terytorium kraju wojsk brytyjskich. 8 lipca 1947 złożył oficjalną skargę do ONZ, twierdząc, że Brytyjczycy stacjonują w Egipcie wbrew woli miejscowego narodu. Zażądał ich wycofania, jak również "zakończenia obecnej formy zażądania Sudanem". Gest ten miał znaczenie przede wszystkim prestiżowe, gdyż w Radzie Bezpieczeństwa ONZ Wielka Brytania posiada prawo weta; Egipt poparł jedynie Związek Radziecki i Polska (ówcześnie członek kadencyjny). Równocześnie an-Nukraszi zerwał kontakty z Brytyjską Wojskową Misją Łącznikową i wypowiedział umowę, na mocy której Brytyjczycy zarządzali radiem państwowym w Kairze. W czerwcu 1947 an-Nukraszi wystąpił także z monetarnego bloku funta szterlinga.
Złe stosunki z Wielką Brytanią an-Nukraszi próbował zrównoważyć poprzez porozumienie ze Stanami Zjednoczonymi. W czerwcu 1947 zgłosił chęć zaproszenia do Egiptu instruktorów wojskowych z USA, w sierpniu i wrześniu tego samego roku odwiedził Stany Zjednoczone i apelował o poparcie Egiptu, który w zamian mógłby stać się regionalnym sojusznikiem USA i zapobiegać ekspansji wpływów radzieckich na Bliskim Wschodzie. Jego sugestie pozostały bez odzewu.
Rząd an-Nukrasziego nie poparł od razu wojny państw arabskich przeciwko Izraelowi. W pierwszej połowie 1947 premier Egiptu na posiedzeniu Ligi Arabskiej stwierdził, iż priorytetem w jego polityce zagranicznej jest sprawa wojsk brytyjskich, deklarował jedynie gotowość finansowego wsparcia walki przeciw Izraelowi. Egipskie oddziały ochotnicze były tworzone bez bezpośredniego udziału rządu. Taka postawa premiera spotkała się z gwałtowną reakcją islamistycznej opozycji. Bracia Muzułmanie w pierwszej połowie 1948 dwukrotnie usiłowali zabić an-Nukrasziego, dokonali także zamachów na biuro partii Sad oraz na redakcje sympatyzujących z nią gazet. W końcu kwietnia premier, podobnie jak król Faruk, podjął decyzję o wejściu armii egipskiej do wojny z Izraelem, co faktycznie nastąpiło 11 maja 1948.
Konflikt rządu z Braćmi Muzułmanami nasilił się po tym, gdy udział Egiptu w wojnie izraelsko-arabskiej zakończył się klęską. 8 grudnia 1948 an-Nukraszi zdelegalizował organizację i skonfiskował jej majątek. Dwadzieścia dni później w siedzibie ministerstwa spraw wewnętrznych został zastrzelony przez Abd al-Madżiba Hassana, członka Sekcji Specjalnej Stowarzyszenia Braci Muzułmanów.